# Britische Klasse 745
Die britische Klasse 745 umfasst zwanzig Elektrotriebzüge des Herstellers Stadler Rail für Greater Anglia. Sie gehören zur Flirt-Baureihenfamilie. Die Züge befinden sich seit dem 8. Januar 2020 im Planeinsatz.

## Geschichte
Im August 2016 erhielt Abellio Greater Anglia das East Anglia Franchise mit der Verpflichtung, die gesamte bestehende Flotte durch moderne Triebzüge zu ersetzen, weswegen bei Stadler Rail 20 Elektro- und 38 Zweikrafttriebzüge der Flirt-Baureihenfamilie bestellt wurden. Die neuen elektrischen Züge wurden als Class 745 bezeichnet, wobei die Bestellung in zwei Unterbaureihen unterteilt ist: zehn Stück der Class 745/0 sowie zehn der Class 745/1. Die Class 745/0 soll die Elektrolokomotiven der Klasse 90 und die Mark 3-Personenwagen ersetzen, die 745/1 ersetzt die Class 379. Gewartet werden die Fahrzeuge, wie die Schwesterklasse 755, bei Crown Point TMD. Im Vergleich zur Class 379 bzw. Class 90/Mark 3 verfügt die Class 745 über mehr Sitze, Netz- und USB-Steckdosen, kostenloses WLAN, eine Klimaanlage, Fahrgastinformationssysteme, größere barrierefreie Bereiche, Abstellplätze für Fahrräder und digitale Sitzplatzreservierungsanzeigen. Außerdem besitzt die Class 745/0 Plätze der ersten Klasse und ein Bordbistro. Vereinzelt wird auch Bedienung am Platz angeboten.

## Einsatz

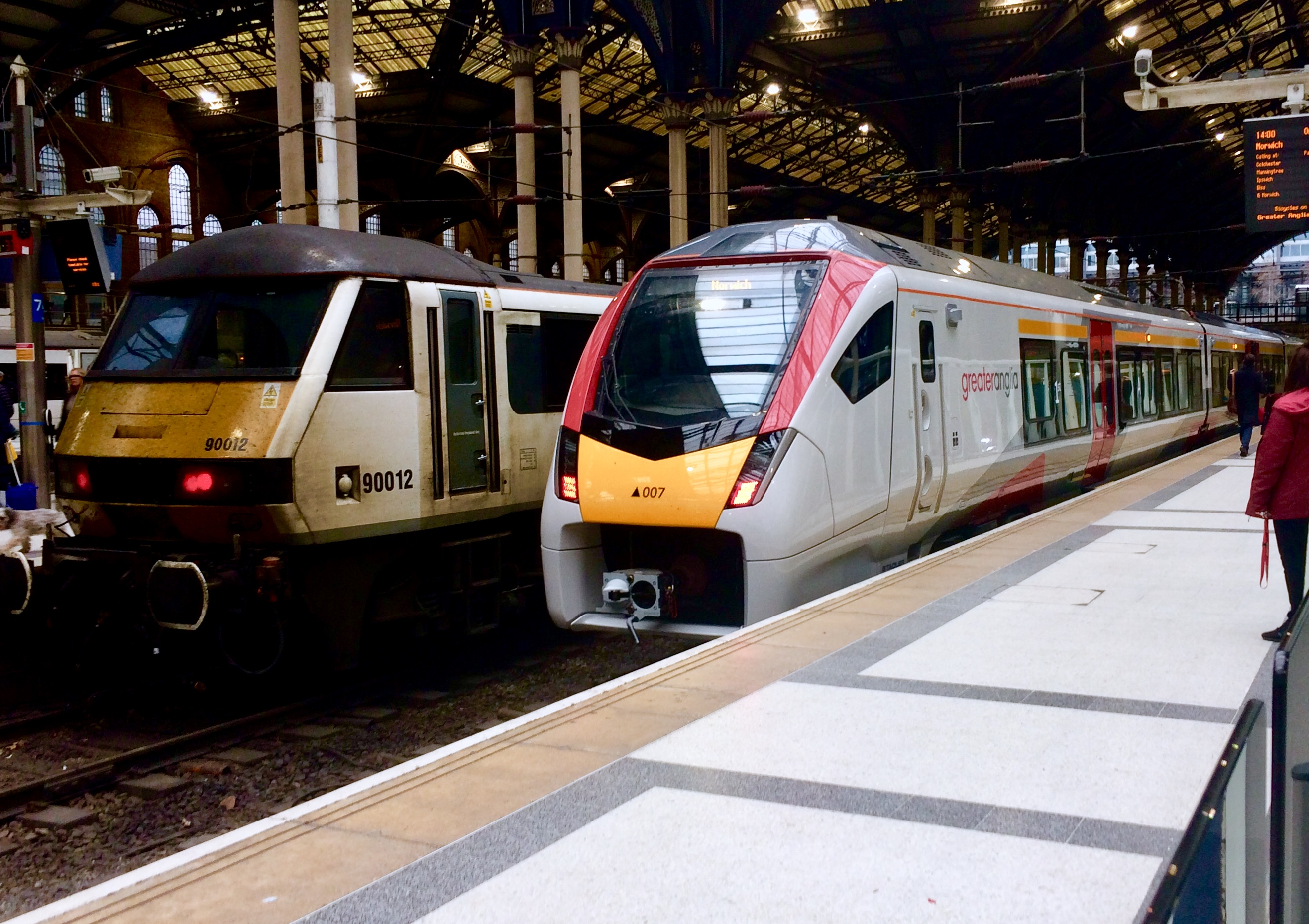
745007 im Bahnhof Liverpool Street neben 90012

Die Triebzüge wurden im Juli 2019 für den Fahrgastbetrieb zugelassen und sollten Ende 2019 in den Planeinsatz gehen. Es kam jedoch zu einer Verzögerung, da die Fahrgastinformationssysteme zu diesem Zeitpunkt noch fehlten. Dadurch musste Greater Anglia eine Ausnahmegenehmigung für den Betrieb mit der Klasse 90 und Mark 3-Wagen bis 2020 beantragen.
Der erste Triebwagen der Class 745/0 ging schließlich am 8. Januar 2020 auf der Great Eastern Main Line (Norwich und Ipswich nach London) in den Planeinsatz. Seit Ende März sind die lokbespannten Züge vollständig durch Triebzüge ersetzt.
Der erste Triebwagen der Class 745/1 ging zum 30. März 2020 auf der Eastern Main Line in den Planeinsatz, wobei der erste Einsatz auf dem Stansted Express am 28. Juli 2020 begann.

## Technische Daten
Die zwölfteiligen Triebzüge sind unter 25 kV Wechselspannung einsetzbar. Die Endwagen sowie die Wagen sechs und sieben sind angetrieben. Diese im Vereinigten Königreich ungewöhnliche Bauweise ermöglicht ein niedrigeres Bodenniveau und stufenloses Einsteigen auf Bahnsteige mit Standardhöhe.
Die Stromabnehmer sind auf den Mittelwagen montiert.

## Flottendetails

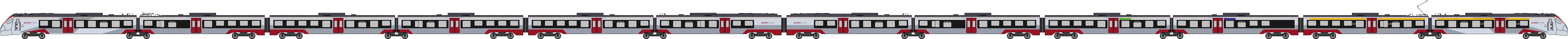
Klasse 745/0 (Intercity)

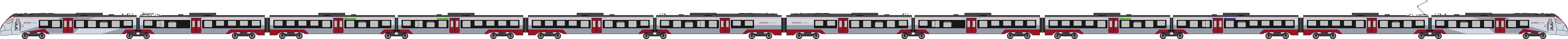
Klasse 745/1 (Stansted Express)

| Klasse | Betreiber              | Anzahl | Baujahr(e) | Teile | Fahrzeugnummern | Bemerkung        |
| ------ | ---------------------- | ------ | ---------- | ----- | --------------- | ---------------- |
| 745/0  | Abellio Greater Anglia | 10     | 2018–20    | 12    | 745001–745010   | Intercity        |
| 745/1  | Abellio Greater Anglia | 10     | 2018–20    | 12    | 745101–745110   | Stansted Express |